# Скотина (Негушко)
Вижте пояснителната страница за други значения на Скотина.
Скотина (на гръцки: Σκοτίνα) е бивше село в Република Гърция, дем Негуш, област Централна Македония.

## География
Селото е било разположено в Каракамен на река Кутийка (Кутиха) на няколко километра югозападно от град Негуш (Науса).

## История
Селото е основано през XVI век, когато според легендите един от първенците на Негуш, несъгласен с управителя на града по някакъв въпрос, напуска града със своите последователи и на връх Скотина в Каракамен, в землището на Шел, построява Скотина, като така землището на Шел е разделено на Горно Шел и Долно Шел.
Към края на XVIII век има 120 семейства. Според гръцки източници селото е гръцкоговорещо. Жителите на селото участват активно в Негушкото въстание в 1822 година в четата на Димитриос Каратасос, в която влизат и жителите на съседните села Дихалеври, Аркудохор, Чорново и Маруша.

## Личности
Родени в Скотина
- Дели Димо (1754 - ?), хайдутин